# Box-office France 1975
Cet article traite du box-office cinéma de 1975 en France. 

## Les films de plus d'un million d'entrées
| Rang | Titre                                | Pays | Réalisateur                     | Entrées   |
| ---- | ------------------------------------ | ---- | ------------------------------- | --------- |
| 1.   | La Tour infernale                    |      | John Guillermin / Irwin Allen   | 4 466 376 |
| 2.   | Peur sur la ville                    |      | Henri Verneuil                  | 3 948 746 |
| 3.   | On a retrouvé la 7e compagnie        |      | Robert Lamoureux                | 3 740 209 |
| 4.   | Histoire d'O                         |      | Just Jaeckin                    | 3 512 531 |
| 5.   | Le Vieux Fusil                       |      | Robert Enrico                   | 3 365 471 |
| 6.   | La Course à l'échalote               |      | Claude Zidi                     | 2 956 550 |
| 7.   | Bons Baisers de Hong Kong            |      | Yvan Chiffre                    | 2 859 962 |
| 8.   | Le Nouvel Amour de Coccinelle        |      | Robert Stevenson                | 2 843 590 |
| 9.   | Frankenstein Junior                  |      | Mel Brooks                      | 2 830 344 |
| 10.  | L'Île sur le toit du monde           |      | Robert Stevenson                | 2 603 465 |
| 11.  | L'Incorrigible                       |      | Philippe de Broca               | 2 568 325 |
| 12.  | Le Sauvage                           |      | Jean-Paul Rappeneau             | 2 373 738 |
| 13.  | Parfum de femme                      |      | Dino Risi                       | 2 369 981 |
| 14.  | Les Jouisseuses                      |      | Lucien Hustaix                  | 2 240 100 |
| 15.  | Tremblement de terre                 |      | Mark Robson                     | 2 226 216 |
| 16.  | Flic Story                           |      | Jacques Deray                   | 1 970 875 |
| 17.  | Monty Python : Sacré Graal !         |      | Terry Gilliam / Terry Jones     | 1 965 728 |
| 18.  | Adieu poulet                         |      | Pierre Granier-Deferre          | 1 945 659 |
|      | Pinocchio (rep)                      |      | Hamilton Luske / Ben Sharpsteen | 1 850 000 |
| 19.  | Pas de problème !                    |      | Georges Lautner                 | 1 810 393 |
| 20.  | Exhibition                           |      | Jean-François Davy              | 1 788 554 |
| 21.  | Le Gitan                             |      | José Giovanni                   | 1 788 111 |
| 22.  | Rollerball                           |      | Norman Jewison                  | 1 591 535 |
| 23.  | L'important c'est d'aimer            |      | Andrzej Żuławski                | 1 544 986 |
| 24.  | Les Expériences sexuelles de Flossie |      | Mac Ahlberg                     | 1 508 400 |
| 25.  | Dupont Lajoie                        |      | Yves Boisset                    | 1 454 541 |
| 26.  | Les Trois Jours du Condor            |      | Sydney Pollack                  | 1 395 398 |
| 27.  | Le Retour du dragon                  |      | Norman Foster                   | 1 378 511 |
| 28.  | Tommy                                |      | Ken Russell                     | 1 347 390 |
| 29.  | La Honte de la jungle                |      | Picha / Boris Szulzinger        | 1 336 626 |
| 30.  | Les Deux Missionnaires               |      | Franco Rossi                    | 1 326 174 |
| 31.  | Il était une fois Hollywood          |      | Jack Haley Jr.                  | 1 291 942 |
| 32.  | Un sac de billes                     |      | Jacques Doillon                 | 1 286 827 |
| 33.  | L'Agression                          |      | Gérard Pirès                    | 1 227 990 |
| 34.  | Zorro                                |      | Duccio Tessari                  | 1 218 320 |
| 35.  | Cousin, Cousine                      |      | Jean-Charles Tacchella          | 1 161 394 |
| 36.  | Sept Morts sur ordonnance            |      | Jacques Rouffio                 | 1 151 594 |
| 37.  | Que la fête commence...              |      | Bertrand Tavernier              | 1 124 845 |
| 38.  | Le Parrain, 2e partie                |      | Francis Ford Coppola            | 1 120 577 |
| 39.  | Phantom of the Paradise              |      | Brian De Palma                  | 1 114 958 |
| 40.  | Le Chat et la Souris                 |      | Claude Lelouch                  | 1 110 812 |
| 41.  | Les Galettes de Pont-Aven            |      | Joël Séria                      | 1 085 622 |

Par pays d'origine des films (Pays producteur principal)
- France : 23 films
- États-Unis : 11 films
- Italie : 3 films
- Royaume-Uni : 2 films
- Belgique : 1 film
- Suède : 1 film
- Total : 41 films